# Paul Guinard
Paul Guinard (Annecy, 25 de diciembre de 1895 -Madrid, 23 de febrero de 1976) fue un teórico francés del arte español y uno de los mejores conocedores de la pintura de España. Es autor de diversos publicaciones sobre el Greco, Zurbarán, Velázquez, José de Ribera, Murillo, Goya o el Museo del Prado, que han contribuido a promover el arte español, especialmente en Francia.

## Paul Guinard y la cultura española
Retirado del Ministerio de Asuntos Exteriores, fue nombrado profesor de historia del arte en el Instituto Francés de España en 1922. Aunque en principio quería dedicarse a la musicología, esta intención se desvaneció cuando descubrió la pintura española, por lo que inició una tesis doctoral sobre el Greco, a la que tuvo que renunciar debido a su absorbente trabajo en el Instituto Francés. Más tarde, en 1959, completó una tesis sobre Francisco de Zurbarán.
En 1932 se convirtió en director del Instituto Francés en España donde, durante treinta años, promovió tanto el arte francés en España como el arte español en Francia. El resultado de este esfuerzo fue la publicación, en 1931 de: Arte francés (manuales Labor, Barcelona), y de su primera obra importante del arte de la península: Madrid et l'Escorial (coll. Les Villes d'art célèbres, Laurens, París, 1935).
Al estallar la Guerra civil española dejó Madrid, siendo enviado al Instituto Francés de Varsovia, entre 1937 a 1938. En el verano de 1939, regresó como director del Instituto Francés en España, ampliando diversas organizaciones, institutos, escuelas secundarias, etc. actividad que desarrolló hasta 1962. De 1945 a 1962, fue asesor cultural de la Embajada de Francia en España. De 1955 a 1958 fue director interino de la Casa de Velázquez, después de la muerte de Maurice Legendre en 1955, y hasta el nombramiento de M. Terrasse en 1957. Luego se hizo cargo principalmente de la alta administración y de los actos oficiales de esta institución. De 1962 a 1965, fue profesor de Historia del Arte en la Facultad de Letras de la Universidad de Toulouse y continuó impartiendo clases de arte en la Universidad Complutense de Madrid, y en el Instituto de Cultura Hispánica.
Murió a la edad de 80 años, atropellado por un coche, frente a la Casa de Velázquez, donde vivía. Esta calle lleva actualmente su nombre.